# Рондо (ТВ филм)
„Рондо”  је југословенски  ТВ филм из 2001. године. Режирао га је Здравко Шотра а сценарио је 
написао Слободан Стојановић.

## Улоге
| Глумац                  | Улога             |
| ----------------------- | ----------------- |
| Марко Николић           | Пацијент (1)      |
| Предраг Ејдус           |                   |
| Богдан Диклић           | Доктор Петровић   |
| Дубравка Мијатовић      | Медицинска сестра |
| Михајло Бата Паскаљевић | Пацијент (2)      |
| Горан Даничић           | Таксиста          |